# Санта-Барбара (округ, Каліфорнія)
Шаблон:StateAbbr_ 34°32′ пн. ш. 120°02′ зх. д. / 34.54° пн. ш. 120.03° зх. д.
Округ Санта-Барбара (англ. Santa Barbara County) — округ (графство) у штаті Каліфорнія, США. Ідентифікатор округу 06083.

## Історія
Округ утворений 1850 року.

## Демографія
За даними перепису 
2000 року 
загальне населення округу становило 399347 осіб, зокрема міського населення було 379792, а сільського — 19555.
Серед мешканців округу чоловіків було 199763, а жінок — 199584. В окрузі було 136622 домогосподарства, 89555 родин, які мешкали в 142901 будинках.
Середній розмір родини становив 3,33.
Віковий розподіл населення поданий у таблиці:
| Стать    | До 15 років | 15-21 | 22-29 | 30-39 | 40-49 | 50-65 | 65-85 | Понад 85 |
| -------- | ----------- | ----- | ----- | ----- | ----- | ----- | ----- | -------- |
| Чоловіки | 42894       | 25410 | 24959 | 30311 | 28344 | 26292 | 19358 | 2195     |
| Жінки    | 40563       | 24852 | 21547 | 28026 | 27729 | 27655 | 24511 | 4701     |

## Суміжні округи
- Сан-Луїс-Обіспо — північ
- Керн — північний схід
- Вентура — південний схід

## Виноски
1. ↑  U.S. Decennial Census. United States Census Bureau. Процитовано 4 жовтня 2015.
2. ↑  Historical Census Browser. University of Virginia Library. Архів оригіналу за 11 серпня 2012. Процитовано 4 жовтня 2015.
3. ↑  Forstall, Richard L., ред. (27 березня 1995). Population of Counties by Decennial Census: 1900 to 1990. United States Census Bureau. Процитовано 4 жовтня 2015.
4. ↑  Census 2000 PHC-T-4. Ranking Tables for Counties: 1990 and 2000 (PDF). United States Census Bureau. 2 квітня 2001. Процитовано 4 жовтня 2015.
5. ↑  State & County QuickFacts. United States Census Bureau. Архів оригіналу за 1 серпня 2011. Процитовано 6 квітня 2016. [Архівовано 2011-08-01 у Wayback Machine.](англ.) Наведено за англійською вікіпедією.
6. ↑  American FactFinder. Бюро перепису населення США. Архів оригіналу за 26 лютого 2012. Процитовано 31 січня 2008. [Архівовано 2008-05-21 у Wayback Machine.]

| США | Це незавершена стаття з географії США. Ви можете допомогти проєкту, виправивши або дописавши її. |